# Gliese 581 b
Gliese 581 b je egzoplanet na procijenjenoj udaljenosti od 20,3 svjetlosnih godina u orbiti zvijezde Gliese 581. Prvi je otkriveni planet u tom sustavu i drugi po redu od zvijezde.